# Chiché, Deux-Sèvres
Chiché är en kommun i departementet Deux-Sèvres i regionen Nouvelle-Aquitaine i västra Frankrike. Kommunen ligger i kantonen Bressuire som tillhör arrondissementet Bressuire. År 2022 hade Chiché 1 689 invånare.

## Befolkningsutveckling
Antalet invånare i kommunen Chiché
| Referens: INSEE |